# Hans Eysenck
Hans Jürgen Eysenck  (/ˈaɪzɛŋk/; 4 tháng 3 năm 1916 - 4 tháng 9 năm 1997) là một nhà tâm lý học người Anh sinh ra ở Đức, người đã có sự nghiệp tại Vương quốc Anh. Eysenck được nhớ đến nhiều nhất với công việc về trí thông minh và tính cách, mặc dù ông đã làm việc về các vấn đề khác trong lĩnh vực tâm lý học. Vào thời điểm ông qua đời, Eysenck là nhà tâm lý học sống thường được trích dẫn nhiều nhất trong các tài liệu tạp chí khoa học được đánh giá ngang hàng. Một nghiên cứu năm 2019 cho thấy ông là người gây tranh cãi nhất trong số 55 nhà nghiên cứu về trí thông minh.
Một số tác phẩm của Eysenck đã trải qua quá trình đánh giá lại kể từ khi ông qua đời. Năm 2019, 26 bài báo của ông (tất cả đồng tác giả với Ronald Grossarth-Maticek) đã được "coi là không an toàn" theo một cuộc điều tra thay mặt cho Đại học King London.